# Исправи се, Делфина
„Исправи се, Делфина“ је југословенски филм из 1977. године. Режирао га је Александар Ђурчинов, који је написао и сценарио за филм.

## Улоге
| Глумац                | Улога                       |
| --------------------- | --------------------------- |
| Неда Арнерић          | Делфина Чакар               |
| Дарко Дамевски        | Атанас                      |
| Слободан Димитријевић | Младен                      |
| Диме Илијев           | Петко                       |
| Сабина Ајрула         | Неда Коркут - масерка       |
| Столе Аранђеловић     | Рене - стари рибар          |
| Благоја Чоревски      | Новинар                     |
| Мара Исаја            | Супруга на француској обали |
| Панче Камџик          | Отац Делфине                |
| Ђокица Лукаревски     | Фотограф                    |
| Илија Милчин          | Супруг на француској обали  |
| Ненад Милосављевић    |                             |
| Абдурахман Шаља       | Капетан Хачинсон            |
| Милица Стојанова      | Мајка Делфине               |
| Крум Стојанов         |                             |
| Мајда Тушар           |                             |
| Јон Исаја             | Судија на броду             |

## Локације
Почетне сцене филма када Делфина испред себе види канал који треба препливати, снимљени су на пристаништу и кроз улице Булоња на Мору (Boulogne-sur-Mer), Француска. Сцена кад улази у море да би препливала Ламанш снимљена је на великој плажи поред Улциња. Остале сцене док плива и излази из воде снимљени су на Охридском језеру.